# 人権擁護法案
人権擁護法案（じんけんようごほうあん）は、日本の法律案である。2002年（平成14年）、第154回国会で小泉内閣により提出された。
本項目では、2005年（平成17年）、第162回国会（常会）で、民主党が策定して国会に提出した「人権侵害による被害の救済及び予防等に関する法律案」（人権侵害救済法案、人権救済機関設置法案）、その後の2012年（平成24年）9月19日、野田内閣が閣議決定した「人権委員会設置法案」（設置法案） 等についても記す。

## 概要
人権擁護法案は、人権侵害によって発生する被害を迅速適正に救済し、人権侵害を実効的に予防するため、人権擁護に関する事務を総合的に取り扱う機関の設置を定めた法案である。この点については、人権侵害救済法案、人権救済機関設置法案、人権委員会設置法案も同様である。この人権擁護機関について、人権擁護法案、人権委員会設置法案 では合議制の人権委員会とし、国家行政組織法3条2項の規定に基づく行政委員会（いわゆる三条委員会）として法務省の下に設置すると定めた。
人権委員会及び法務局・地方法務局は、人権相談を受け付け、人権侵害による被害の申し出があったときには調査を開始する。この調査は、人権委員会の委員、人権委員会事務局の職員、人権委員会から委嘱された人権擁護委員、法務局・地方法務局の職員が実施する。さらに、人権擁護法案では、過料等の罰則によって実効性を担保した特別調査の手続を定めた（なお、人権委員会設置法案では、この特別調査の手続は定めていない。）。調査の結果、人権侵害行為が認められた場合には、人権委員会は、申出者に対する助言等の援助、申出者と関係者との関係の調整、人権侵害行為者に対する事理の説示・勧告、関係行政機関に対する通告、犯罪に該当する行為の告発、第三者に対する要請等の救済措置を行う（なお、人権委員会設置法案では、勧告の公表は公務員による人権侵害行為の場合に限られている。）。また、人権委員会は、人権侵害行為に係る事件について、当事者から申し出がある場合には、調停委員会・仲裁委員会を設ける。調停委員会・仲裁委員会には、人権委員会が任命する人権調整委員の中から事件ごとに調停委員・仲裁委員を指名し、調停・仲裁を行わせる。
「人権擁護法案」は2002年（平成14年）の第154回国会（常会）に小泉内閣が提出し、その後継続審議を経て、2003年（平成15年）10月の衆議院解散により廃案となった。しかし、廃案後も法務省や自民党、民主党内などで引き続き検討が行われた。2005年（平成17年）の第162回国会（常会）には民主党が「人権侵害による被害の救済及び予防等に関する法律案」（人権侵害救済法案、人権救済機関設置法案）を策定して国会に提出したが、審議未了廃案となった。2012年（平成24年）、野田内閣は人権擁護法案を修正した「人権委員会設置法案」等を閣議決定した。
人権擁護法案は、独立性の高い人権擁護機関である人権委員会によって、広汎な「人権侵害」に対する迅速で実効的な人権救済行政を行うことが期待される一方で、対象とする「人権侵害」の定義が広範・曖昧なために、人権委員会が独走し、行き過ぎた権限行使が行われるのではないかと危惧されている。人権擁護法案が提出された当初、主に報道機関と文筆家らが、人権侵害を理由として幅広く表現規制されると憂慮し、抗議活動が行われた。その後、「人権侵害」の定義が曖昧であることや、人権擁護委員に国籍条項がないこと、調査の実施や勧告の公表によっても過大な不利益が生じうること、調査拒否に対して過料を課す「特別調査」が強制調査に当たりうること、人権委員会の独立性が高すぎることなど、法案の様々な点を問題視する意見も現れた。
人権委員会設置法案では、これらの意見を踏まえて一部の修正がなされたものの、逆差別や報道統制、言論の自由を脅かす危険性があるとの理由から、なお反対意見は根強い（人権擁護法案に対する批判、反対意見を参照）。

## 人権委員会設置法案
1954年（昭和29年）、亀田得治ら9名により人権委員会設置法案が発議されたが成立に至らなかった。1966年3月には国際連合において人種差別撤廃条約が採択された（日本は1995年に加入）。

### 人権擁護法案の策定
人権擁護法案は、1996年（平成8年）、当時の総理府に置かれた地域改善対策協議会が、今後の同和対策に関する方策について意見を報告し、これを受けて第1次橋本内閣が定めた閣議決定 の中に、その端緒が見られる。この閣議決定は、今後の方策として、「人権教育のための国連10年」 に係る施策の推進体制整備を挙げ、所要の行財政的措置を講ずることとした。
翌1997年（平成9年）5月、具体的な方策について審議するため、当時の松浦功・法務大臣が、法務省の人権擁護推進審議会 に対して、「人権が侵害された場合における被害者の救済に関する施策の充実に関する基本的事項」を内容とする諮問を行った。同審議会は、審議の結果を「人権尊重の理念に関する国民相互の理解を深めるための教育及び啓発に関する施策の総合的な推進に関する基本的事項について」（1999年（平成11年）7月29日）、「人権救済制度の在り方について」（2001年（平成13年）5月25日）、ならびに「人権擁護委員制度の改革について」（2001年（平成13年）12月21日）という3つの答申にまとめた。これらの答申は、法務省人権擁護局と人権擁護委員制度を中心とした現行の人権救済制度が果たしてきた役割を評価しつつも、実効的な救済という観点からは十分とはいえないとして、「人権委員会（仮称）という独立の機関を中心とした新たな人権救済制度の整備」 を提言した。
なお、この間の1999年、日本は拷問禁止条約に加入したが、付属の選択議定書（独立した国際的ないし国内機関の刑事施設視察を認めるもの）については未署名、未批准である。

### 人権擁護法案の国会審議
法務省は、これらの答申に基づき、国内人権機構の地位に関する原則（パリ原則） なども踏まえて、新たな人権救済制度の創設に関わる法案作成に着手し、人権擁護法案にまとめた。法案は、2002年（平成14年）3月8日、第1次小泉内閣により第154回国会（常会）に提出された。
法案では、報道機関による人権侵害についても、出頭要求・立入検査などの特別調査を定める特別救済手続の対象としており、また、人権委員会を法務省の外局としていたことなどもあって、報道の自由、取材の自由、人権委員会の独立性などに疑義があるとして、報道機関・野党などが広く法案に反対した。このため、法案は、第154回国会（常会）、第155回国会（臨時会）、第156回国会（常会）と3会期連続で審議されたが成立せず、2003年（平成15年）10月の衆議院解散により廃案となった。

### 人権擁護法案廃案後の議論
廃案後も、政府・与党では引き続き法案の検討が行われ、報道機関を特別救済の対象としないことなどの修正を加えた上で、再提出が試みられた。2005年（平成17年）2月には、政府・与党が前回の法案に一部修正を加えた上で、同年の第162回国会（常会）に再提出する方針を一旦固めた。しかし、法案について議論・検討した自民党法務部会での議事進行が、法案推進派の古賀誠・元自民党幹事長らによって強引に行われたとして、法案慎重派の平沼赳夫（法案に反対する真の人権擁護を考える懇談会会長）、亀井郁夫、城内実、衛藤晟一らから反対意見が噴出した結果、党執行部は同年7月に法案提出を断念した。産経新聞、日本文化チャンネル桜などのメディアや、西村幸祐、櫻井よしこ、西尾幹二などの文筆家、インターネット上のブログや掲示板でも、この動きに同調して、反対運動が活発化した。このときには、「人権侵害」の定義が曖昧であること、人権擁護委員に国籍要件がないこと、人権擁護委員の推薦候補者として「その他人権の擁護を目的とし、又はこれを支持する団体の構成員」を挙げたことなどを主な反対理由としていた。
2005年3月には「救う会」が「北朝鮮による日本人拉致問題の解決の妨げになる」として法案成立に反対する声明を出し、日本文化チャンネル桜などのメディアや西村幸祐、櫻井よしこ、西尾幹二ら識者、民主党の保守系議員にもこれに同調する意見が出るようになった。
部落解放同盟は同和立法の期限切れに伴う代替法として人権擁護法案の成立を強く推進している。特に朝日新聞社に成立を促すよう強く働きかけを行っており、2005年（平成17年）の通常国会時は専務取締役の坂東愛彦や社会部の本田雅和などが同調し、紙面の論調に反映された。同紙の社説では、特定の国や団体の影響が強まるのではないかという批判や、人権擁護委員から外国人を締め出すため、国籍条項を加えるよう求める声が高まっていることに対して、「だが、心配のしすぎではないか」と一蹴した。
また自民党と連帯している保守系同和団体であり、自民党の友好団体にも登録されている自由同和会も解放同盟と同じく人権擁護法案の成立に向けた活動を活発に行っている。自由同和会の平成28年度運動方針の文中では「同和問題をはじめとするあらゆる人権問題の被害者を簡易・迅速・柔軟に救済する「人権擁護法案」の成立を求めて運動を展開してきたが、広汎な人権問題を包含する「人権擁護法案」は現況では困難であると判断し、未だに完全解決に至っていない同和問題を解決するために、「人権擁護法案」の関連法として、当面は同和問題に特化した個別法の成立を求めて行く。」と述べられている。
一方、野党・民主党は、2005年（平成17年）7月の自民党執行部の法案提出断念を受け、同年8月1日、対案となる人権侵害による被害の救済及び予防等に関する法律案（人権侵害救済法案。衆法第33号。）を第162回国会（常会）に提出した。同法案は、同年8月8日のいわゆる郵政解散により審議未了廃案となっている。
この後に行われた第44回衆議院議員総選挙では、郵政民営化法案に反対した議員には、自民党執行部から刺客が送り込まれるなど、自民党議員の構成が大きく変わった。それに伴って、人権擁護法案の推進派・慎重派双方の自民党内における構成も変動した。慎重派の中心となっていた議員には郵政民営化法案にも反対していた議員が多かったため、刺客を送り込まれた城内、衛藤などが落選し、平沼、古屋圭司、古川禎久が自民党を離党するなど、法案慎重派は自民党内での影響力を低下させた。一方、法案推進派の中心となっていた古賀も、郵政民営化法案の衆院採決で棄権したため、党の戒告処分を受けて自民党人権問題調査会長を退き、自見庄三郎、熊代昭彦らは刺客に敗れて落選するなど、同じく自民党内での影響力を低下させた。また、郵政民営化法案に賛成した議員も、入閣したために党内の法案審議から距離を置き、人権擁護法案に関する議論自体が低調になった。
総選挙後、小泉純一郎・内閣総理大臣は「政府与党内でさらに検討を進め、被害者の実効的な救済を図る人権擁護法案をできるだけ早期に提出できるよう努めていく」と答弁（2005年（平成17年）9月29日の参議院本会議における、民主党の神本美恵子による人権問題に関する質問に対する答弁） するなど、法案の再提出を目指す動きは続いた。
この頃、鳥取県では、独自の人権擁護制度を創設する鳥取県人権侵害救済推進及び手続に関する条例案の審議が行われていた。同条例案は、人権擁護法案を参考にして作成され、2005年（平成17年）9月の可決成立前後には、県内外に大きな反響を巻き起こした。結果、翌2006年（平成18年）3月には同条例の施行を無期限に停止することが決まり、2009年（平成21年）4月1日に施行されないまま廃止された。
2006年（平成18年）9月、人権擁護法案に対して慎重な姿勢を取っていた安倍晋三が内閣総理大臣に就任し、法案再提出への動きはさらに下火となった。新任の法務大臣・長勢甚遠も、「状況をよく精査し、対応を考えたい」として、これに同調した。また、郵政解散後に自民党を離れていた衛藤ら法案慎重派の一部を復党させるなど、安倍に考えの近い議員を自民党内へ再び取り込む方策もとられた。
2007年（平成19年）9月に、安倍晋三が内閣総理大臣を辞任したことにより、法案提出への動きが再開された。自民党選対委員長に就任し、新たに党四役として重みを増した古賀は、「人権擁護法案は選挙に有利に働く。次期衆院選挙に向け必要な法案だ」 として、2008年（平成20年）の第169回国会（常会）への法案再提出を目指した。また、古賀派の太田誠一・衆院議員を自民党人権問題等調査会の会長に据え、山崎拓、青木幹雄らとも、法案の成立に向けて連携を取り始めた。これに対して、稲田朋美を中心とした党内若手の保守系議員は、伝統と創造の会などの勉強会を通じて連携を図り、同法案に反対していくことを明確にした。

### 人権救済機関設置法案・人権委員会設置法案の策定
2009年（平成21年）8月の第45回衆議院議員総選挙に向けて発表された民主党のマニフェストでは、「人権侵害救済機関を創設し、人権条約選択議定書を批准する」と定められ、「内閣府の外局として人権侵害救済機関を創設する」ことなどが謳われた。
2009年（平成21年）9月に成立した鳩山由紀夫内閣の法務大臣・千葉景子は、人権侵害救済機関を創設するいわゆる「人権擁護法案」の扱いについて問われ、「どの時点で法案化できるか詰めて、スケジュールを立てたい。基本的には（民主党案通り）内閣府に独立性の高いものを作る。都道府県には地方人権委員会に設ける方向だ」と答えた。
2010年（平成22年）2月3日の参議院本会議の代表質問に対する答弁で、鳩山由紀夫元首相は人権侵害救済法案の早期提出に意欲を表明した。
2010年（平成22年）6月22日、千葉景子法務大臣は、閣議後の記者会見で、法務省の政務三役（法務大臣・法務副大臣・法務大臣政務官）の協議により「新たな人権救済機関の設置について（中間報告）」 をとりまとめたと発表した。千葉は、この中間報告について、「2001年（平成13年）5月に出された人権擁護推進審議会の答申を受けて、2002年（平成14年）3月に国会に提出され廃案になった「人権擁護法案」、また、2005年（平成17年）8月当時、民主党から提出された「人権侵害による被害の救済及び予防等に関する法律案」」などの法案を踏まえながら、「速やかな実現を目指して、新たな人権救済機関の設置の在り方について検討したもの」であると説明した。
中間報告の内容は、（1）法案の名称は「人権侵害による被害に対する救済・予防等のために人権救済機関を設置すること、その救済手続等を定めることなど、法案の内容を端的に示す名称」とすること、（2）人権救済機関として人権委員会を内閣府に設置し、「その組織・救済措置における権限の在り方等は、なお検討」すること、（3）人権委員会については、「我が国における人権侵害に対する救済・予防、人権啓発のほか、国民の人権擁護に関する施策を総合的に推進し、政府に対して国内の人権状況に関する意見を提出すること等をその任務」とすること、（4）その地方組織については「既存の組織の活用・充実を図るなど、新制度が速やかにスタートできるよう検討」すること、（5）人権擁護委員については「既存の委員及びその組織体を活用し、その活性化・充実を図ることを検討」すること、（6）報道機関等による人権侵害については「特段の規定を設けない」とし、「報道機関等による自主的取組の状況を踏まえつつ、今後の検討課題」とすること、（7）事実の調査については「調査拒否に対する制裁的な規定は置かないことを含め、なお検討」すること、（8）救済措置については「人権擁護推進審議会答申後の法整備の状況等を踏まえ、なお検討」することなどとしている。
千葉は、「今後は、この中間報告でお示しした方向性を基本として、さらに各方面からの様々な御意見も伺いながら検討を進め、早期に法案としての形を作っていきたいと考えています。」とした。
2011年(平成23年)5月13日、江田五月法務大臣は人権侵害救済法案を次期臨時国会に提出する意向を表明した。
その後、8月2日に人権機関設置の基本方針を発表した。それによると、人権委員会を独自の規則制定権を持つ三条委員会として設置し、人権侵害の調査に関しては任意調査に一本化し、調査拒否に対する過料などの制裁規定は置かないこととした。ただし、2011年の臨時国会では提出されていない。日本共産党は部落解放同盟の「糾弾闘争」を合法化するものだとして同法案を批判している。
2012年(平成24年)2月21日、衆院予算委員会で法務大臣の小川敏夫が人権救済機関設置法案の国会提出に言及したところ、自民党の柴山昌彦は「人権の解釈は多義的であり、統一的な機関を設置すると逆差別の危険性が出てくる」と反対した。4月3日、産経新聞は、法務省が4月20日の閣議決定を目指し、関係機関と調整していると報じた。同紙はさらに、民主党内の保守系議員が同法案を批判しているとし、また政府内にも法案の閣議決定に消極的な意見が少なくないとした。8月29日、民主党法務部門会議が人権救済法案を了承し、第180回国会中にも閣議決定される見通しであると報じられた。9月19日、人権委員会設置法案が閣議決定された。閣議決定は「次期国会の提出を前提として法案の内容を確認する」としており、法案提出の際に改めて閣議決定する構え。反対派の国家公安委員長松原仁が海外出張のため欠席したため、異例の対応となった。
人権委員会設置法案は、2012年11月9日に第181臨時国会に提出されたが、2012年11月16日の衆議院解散により審議未了廃案となった。

## 人権擁護法案の内容
2002年（平成14年）の第154回国会（常会）に提出された人権擁護法案（擁護法案）の概要は以下の通り。

### 総則
法律の目的は、「人権の侵害により発生し、又は発生するおそれのある被害の適正かつ迅速な救済又はその実効的な予防並びに人権尊重の理念を普及させ、及びそれに関する理解を深めるための啓発に関する措置を講ずることにより、人権の擁護に関する施策を総合的に推進し、もって、人権が尊重される社会の実現に寄与すること」とされている（擁護法案1条）。また、「国は、基本的人権の享有と法の下の平等を保障する日本国憲法の理念にのっとり、人権の擁護に関する施策を総合的に推進する責務を有する。」として、国の責務を定めた（擁護法案4条）。
「何人も、他人に対し、次に掲げる行為その他の人権侵害をしてはならない。」として、人権侵害等の禁止を定めた。なお、この法律において「人権侵害」とは、「不当な差別、虐待その他の人権を侵害する行為をいう。」と定められている（擁護法案2条1項）。禁じられる人権侵害として掲げられているものは、次の通り（擁護法案3条1項）。
1. 不当な差別的取扱い
  1. 公務員としての立場において人種等（人種、民族、信条、性別、社会的身分、門地、障害、疾病又は性的指向をいう。以下同じ。）を理由としてする不当な差別的取扱い
  2. 業として対価を得て商品、施設、役務等を提供する者としての立場において人種等を理由としてする不当な差別的取扱い
  3. 事業主としての立場において労働者の採用又は労働条件その他労働関係に関する事項について人種等を理由としてする不当な差別的取扱い
2. 不当な差別的言動等
  1. 人種等の属性を理由としてする侮辱、嫌がらせその他の不当な差別的言動
  2. 職務上の地位を利用して相手方の意に反してする性的な言動
3. 相手方に対して優越的な立場においてする虐待

また、差別助長行為等の禁止を定めた。差別助長行為等として掲げられている行為は、次の通り（擁護法案3条2項）。
1. 人種等の共通の属性を有する不特定多数の者に対して当該属性を理由として不当な差別的取扱いをすることを助長し、又は誘発する目的で、当該不特定多数の者が当該属性を有することを容易に識別することを可能とする情報を文書の頒布、掲示等の方法で公然と摘示する行為
2. 人種等の共通の属性を有する不特定多数の者に対して当該属性を理由として不当な差別的取扱いをする意思を広告、掲示等の方法で公然と表示する行為

### 人権委員会

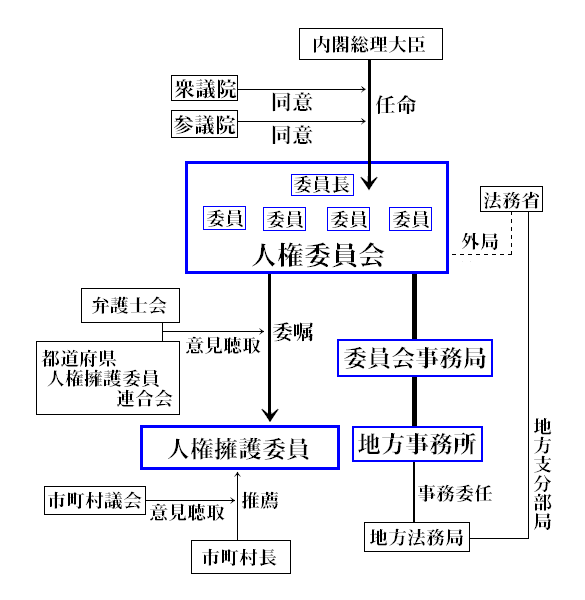
人権委員会制度および人権擁護委員制度（案）

法務省の外局として法務大臣の所轄に属し、法案1条の目的を達成することを任務とする人権委員会を設置することとし（擁護法案5条）、人権委員会は、国家行政組織法3条2項の規定に基づく行政委員会、いわゆる三条委員会とした。人権委員会は、人権救済、人権啓発等の事務を所掌し（擁護法案6条）、人権委員会の委員長及び委員には、職権行使の独立性が定められた（擁護法案7条）。
人権委員会は、委員長及び委員4人の計5人をもって組織し、委員のうち3人は、非常勤とした（擁護法案8条）。委員長及び委員は、衆議院及び参議院の同意を得て、内閣総理大臣が任命する（擁護法案9条1項）。任命に当たっては、委員長及び委員のうち、男女のいずれか一方の数が2名未満とならないよう努める（擁護法案9条2項）。委員長及び委員の任期は3年（擁護法案10条）、心身の故障のため職務の執行ができない等の法定の事由に該当する場合を除き、在任中、その意に反して罷免されることがない（擁護法案11条、12条）。
また、人権委員会に事務局（法務省人権擁護局を廃止して改組）を置き、事務局の職員のうちには、弁護士となる資格を有する者を加えなければならない（擁護法案15条）。事務局には、地方機関として地方事務所（法務局人権擁護部を廃止して改組）を置き、また、地方法務局に事務委任できることとした（擁護法案16条）。
人権委員会は、毎年、内閣総理大臣を経由して国会に対し、所掌事務の処理状況を報告するとともに、その概要を公表する（擁護法案19条）。また、人権委員会は、内閣総理大臣若しくは関係行政機関の長又は国会に対し、この法律の目的を達成するために必要な事項に関し、意見を提出することができる（擁護法案20条）。

### 人権擁護委員
地域社会における人権擁護の推進を図るため、人権委員会に人権擁護委員を置く（擁護法案21条）。人権擁護委員は、人権啓発、人権相談、人権侵害に関する情報収集等の職務のほか、人権委員会の委任により、人権侵害に関する一般調査及び一般救済の職務を行う（擁護法案28条）。
人権擁護委員は、市町村長が推薦した者のうちから、人権委員会が委嘱する（擁護法案22条1項、2項）。市町村長は、人権委員会に対し、当該市町村の住民のうちから、当該市町村議会の意見を聴いて、人権擁護委員の候補者を推薦する（擁護法案22条3項）。人権委員会は、市町村長等の意見を聴いて、市町村長が推薦した者以外の適任者に人権擁護委員を委嘱することができる（擁護法案23条）。
人権擁護委員は、その職務に関して、人権委員会の指揮監督を受ける（擁護法案30条）。人権擁護委員の任期は3年とし、人権擁護委員は非常勤とする（擁護法案25条）。人権擁護委員には給与を支給しないものとし、人権擁護委員は職務を行うために要する費用の弁償を受けることができる（擁護法案26条）。
現行の人権擁護委員との主な違いは、委嘱する者が法務大臣から人権委員会となったこと、「当該市町村の議会の議員の選挙権を有する」（人権擁護委員法6条3項）という要件（国籍要件）をなくしたため、日本国民以外の者を推薦できるようにしたこと、非常勤の国家公務員として国家公務員法が適用されること（人権擁護委員法5条参照）などである。
人権擁護委員は、人権擁護委員協議会を組織し、人権擁護委員協議会は、都道府県ごとに都道府県人権擁護委員連合会を組織し、全国の都道府県人権擁護委員連合会は、全国人権擁護委員連合会を組織し、それぞれ、人権擁護委員の職務に関する所要の事務等を行うことを任務とする（擁護法案32条から35条まで）。

### 人権救済手続

#### 総則
人権委員会は、人権侵害に関する各般の問題について、相談に応ずる（擁護法案37条）。
何人も、人権侵害による被害を受け、又は受けるおそれがあるときは、人権委員会に対し、人権救済の申出をすることができる（擁護法案38条1項）。人権委員会は、人権救済の申出があれば、性質上関与するのが適当でない事件又は行為の日から1年を経過した事件を除き、遅滞なく必要な調査をし、適当な措置を講じなければならない（擁護法案38条2項）。人権委員会は、人権侵害による被害の救済又は予防を図るため必要があると認めるときは、職権で、必要な調査をし、適当な措置を講ずることができる（擁護法案38条3項）。

#### 一般救済手続
人権委員会は、人権侵害による被害の救済又は予防に関する職務を行うため必要があると認めるときは、必要な調査（一般調査）をすることができ、関係行政機関に対しては、必要な協力を求めることができる（擁護法案39条）。
人権委員会は、人権侵害による被害の救済又は予防を図るため必要があると認めるときは、次に掲げる措置等（一般救済）を講ずることができる（擁護法案41条）。
1. 被害者等に対する助言、関係行政機関等への紹介、法律扶助に関するあっせんその他の援助
2. 加害者等に対する説示、啓発その他の指導
3. 被害者等と加害者等との関係の調整

#### 特別救済手続
人権委員会は、不当な差別、虐待等、差別助長行為等、次に掲げる人権侵害については、一般救済のほか、次に掲げる措置（特別救済）を講ずることができる（擁護法案42条、法案43条）。
1. 不当な差別的取扱い
2. 不当な差別的言動等。不当な差別的言動であって、相手方を畏怖させ、困惑させ、又は著しく不快にさせるもの。性的な言動であって、相手方を畏怖させ、困惑させ、又は著しく不快にさせるもの。
3. 国又は地方公共団体の公権力の行使に当たる職員、社会福祉施設、医療施設その他これらに類する施設を管理する者又はその職員、学校その他これに類する施設を管理する者又はその職員、配偶者、高齢者の同居者などがする、暴行、わいせつな行為、心理的外傷を与える言動などの虐待。
4. 報道機関又は報道機関の報道若しくはその取材の業務に従事する者がする、私生活に関する事実をみだりに報道し、その者の名誉又は生活の平穏を著しく害するなどの人権侵害
5. 前各号に規定する人権侵害に準ずる人権侵害であって、その被害者の置かれている状況等にかんがみ、当該被害者が自らその排除又は被害の回復のための適切な措置を執ることが困難であると認められるもの。

人権委員会は、人権侵害について、調査を行い、又は同項に規定する措置を講ずるに当たっては、報道機関等の報道の自由又は取材の自由その他の表現の自由の保障に十分に配慮するとともに、報道機関等による自主的な解決に向けた取組を尊重しなければならない。
人権委員会は、上記1から3までの人権侵害（不当な差別的取扱い、不当な差別的言動等又は虐待。ただし、後述の労働分野における人権侵害を除く。）又は差別助長行為等について必要な調査をするため、次に掲げる処分（特別調査）を行うことができる（擁護法案44条）。
1. 事件の関係者に対する出頭要求・質問
2. 当該人権侵害等に関係のある文書その他の物件の提出要求
3. 当該人権侵害等が現に行われ、又は行われた疑いがあると認める場所の立入検査

人権委員会は、委員又は事務局の職員に、この処分を行わせることができる。人権委員会の委員又は事務局の職員に立入検査をさせる場合においては、当該委員又は職員に身分を示す証明書を携帯させ、関係者に提示させなければならない。この処分の権限は、犯罪捜査のために認められたものと解してはならない。
人権委員会は、特別人権侵害（前節の人権侵害から、後述の労働分野における人権侵害を除いたものをいう。）に係る事件について、調停又は仲裁の申請を受理し、調停委員会又は仲裁委員会を設けて、これに調停又は仲裁を行わせる（擁護法案45条）。人権委員会に、その行う調停及び仲裁に参与させるため、人権調整委員を置き、人権調整委員は、人権委員会が任命する（擁護法案48条1項、2項）。人権調整委員の任期は3年とし、人権調整委員は非常勤とする（擁護法案48条3項、5項）。
人権委員会は、特別人権侵害が現に行われ、又は現に行われたと認める場合において、当該特別人権侵害による被害の救済又は予防のため必要があると認めるときは、当該行為をした者に対し、理由を付して、当該行為の停止等その他被害の救済又は予防に必要な措置を執るべきことを勧告することができる（擁護法案60条）。人権委員会は、この勧告をした場合において、当該勧告を受けた者がこれに従わないときは、その旨及び当該勧告の内容を公表することができる（擁護法案61条）。
人権委員会は、前節の勧告をした場合において、正当な理由がある場合であって、相当と認めるときは、資料を閲覧させ、謄抄本を交付することができ（擁護法案62条）、当該人権侵害に関する請求に係る訴訟に参加することができるなどの訴訟援助を行うことができる（擁護法案63条）。
人権委員会は、差別助長行為等が現に行われ、又は行われたと認めるときは、当該行為をした者に対し、理由を付して、当該行為の停止等を勧告することができる（擁護法案64条）。また、人権委員会は、差別助長行為等をした者に対し、勧告をしたにもかかわらず、その者がこれに従わない場合において、当該不当な差別的取扱いを防止するため必要があると認めるときは、その者に対し、当該行為の停止等を請求する差止め訴訟を提起することができる（擁護法案65条）。

### 労働関係特別人権侵害等に関する特例
雇用主による不当な差別的取扱い、職場における不当な差別的言動等の人権侵害（労働関係特別人権侵害）については厚生労働大臣が、また、船舶関係の事業主による不当な差別的取扱い、職場における不当な差別的言動等の人権侵害（船員労働関係特別人権侵害）については国土交通大臣が、一般調査、調停、勧告等の措置を講ずることができる。
労働関係特別人権侵害及び船員労働関係特別人権侵害に関する特例は、現業職員の勤務条件に関する事項を除き、公務員に関して適用除外とする（擁護法案81条）。

### 補則
この法律の適用に当たっては、救済の対象となる者の人権と他の者の人権との関係に十分に配慮しなければならず（擁護法案82条）、また、何人も、人権救済の申出等をしたことを理由として、不利益な取扱いを受けないものとした（擁護法案84条）。また、人権委員会は、その内部規律、人権救済手続その他所掌事務に関し必要な事項について人権委員会規則を定めることができるとした（擁護法案85条）。

### 罰則
人権委員会の委員長又は委員が守秘義務に違反して秘密を漏らした場合、1年以下の懲役又は50万円以下の罰金に処することとした（擁護法案87条）。
また、正当な理由なく、特別調査に係る処分に違反した者及び調停委員会の出頭の求めに応じなかった者は、30万円以下の過料に処することとした（擁護法案88条）。なお、過料に関する処分は、非訟事件手続法に基づき、当事者の普通裁判籍の所在地を管轄する地方裁判所が管轄する。

## 人権侵害救済法案の内容
自民党案が議論されていた当時野党であった民主党議員の多くは人権擁護法案に反対であった。2005年（平成17年）4月26日には人権擁護法案から人権を守る会が結成され、後の総理大臣である野田佳彦も代理出席していた。
民主党は、2005年（平成17年）7月の自民党執行部の法案提出断念を受け、同年8月1日、人権擁護法案の対案として人権侵害による被害の救済及び予防等に関する法律案（人権侵害救済法案）を第162回国会（常会）へ提出した。人権擁護法案との主な違いは、以下の通り。
- 内閣府の外局として中央人権委員会を置き、都道府県知事の所轄の下に、地方人権委員会を置くとしたこと。
- 中央人権委員会の委員のうちに、「人権侵害による被害を受けたことのある者」を含めるよう努めることとした。
- 内閣総理大臣又は関係行政機関の長に対して、中央人権委員会から意見が提出されたときは、「その意見を十分に尊重しなければならない」としたこと。
- 人権擁護委員は、地方人権委員会が委嘱することとし、その指揮監督を受けるとしたこと。
- 人権擁護委員に対して、秘密保持義務、中立性保持義務を課し、地位利用を禁じる旨、明記したこと（政府案では、人権擁護委員に対して国家公務員法が適用されるため、記載がない）。また、人権擁護委員が秘密を漏示したとき、「一年以下の懲役又は三万円以下の罰金」に処するとしたこと。

## 人権委員会設置法案の内容
2012年（平成24年）に野田内閣が閣議決定した人権委員会設置法案（設置法案）の概要、および、人権擁護法案との主な相違点は以下の通り。

### 総則
人権委員会設置法の目的は、「人権を違法に侵害する行為により発生し、又は発生するおそれのある被害の適正かつ迅速な救済又はその実効的な予防並びに人権尊重の理念を普及させ、及びこれに関する理解を深めるための啓発を任務とする人権委員会を設置して、人権の擁護に関する施策を総合的に推進し、もって人権が尊重される社会の実現に寄与すること」と定める（設置法案1条）。また、「国は、基本的人権の享有と法の下の平等を保障する日本国憲法の理念にのっとり、人権の擁護に関する施策を総合的に推進する責務を有する。」として国の責務を定めた（設置法案3条）。この目的及び国の責務は、人権擁護法案とほぼ同様である。
人権委員会設置法案は「人権擁護の基本原則」として、人権侵害行為と識別情報の摘示を禁じた。すなわち、委員会設置法案2条1項では「何人も、特定の者に対し、不当な差別、虐待その他の人権を違法に侵害する行為（人権侵害行為）をしてはならない。」と定め、同条2項では「何人も、人種、民族、信条、性別、社会的身分（出生により決定される社会的な地位をいう。）、門地、障害（身体障害、知的障害、精神障害その他の心身の機能の障害をいう。）、疾病又は性的指向についての共通の属性を有する不特定多数の者に対して当該属性を理由として政治的、経済的又は社会的関係における不当な差別的取扱いをすることを助長し、又は誘発する目的で、当該不特定多数の者が当該属性を有することを容易に識別することを可能とする情報を文書の頒布、掲示その他これらに類する方法で公然と摘示する行為をしてはならない。」と定めた。
人権擁護法案では、まず2条で「人権侵害」などいくつかの用語を定義した上で、3条で「人権侵害等の禁止」を定めたため、広汎な行為が「人権侵害」に含まれ、その意味も曖昧なために分かりにくい条文構成となっていた。

### 人権委員会
人権委員会設置法案4条は、国家行政組織法3条2項の規定に基づいて、法務省の外局として、合議制の機関である人権委員会の設置を定めた。いわゆる三条委員会である。人権委員会は委員長1名と委員4名の計5名で組織され（設置法案8条1項）、委員長及び委員は衆参両院の同意を得て内閣総理大臣に任命されること（設置法案9条1項）、任期は3年で再任されうること（設置法案10条1項2項）、独立してその職権を行うこと（設置法案7条）、任意に罷免されず身分保障があること（設置法案11条）など、その大要は人権擁護法案と同様である。人権委員会の法的性格について、人権擁護法案では法務省の外局ではあるものの「法務大臣の所轄に属する」と定められていたのに対して、人権委員会設置法案では単に「法務省の外局」と定めた。「所轄に属する」または「所轄の下に」置く機関 は、単なる外局よりも独立性が高い。
人権委員会は、「人権侵害行為により発生し、又は発生するおそれのある被害の適正かつ迅速な救済又はその実効的な予防を図るとともに、人権尊重の理念を普及させ、及びこれに関する理解を深めるための啓発を行うこと」を任務とすると定めた（設置法案5条）。この任務規定は、人権擁護法案では「第一条の目的を達成することを任務とする」と定めていた（擁護法案5条1項）。
このほか、人権委員会の所掌事務として「人権侵害行為による被害の救済及び予防に関すること。」、「人権啓発及び民間における人権擁護運動の支援に関すること。」、「人権擁護委員の委嘱、養成及び活動の充実に関すること。」、国際協力、調査及び研究、法律に基づき人権委員会に属させられた事務などを定めた（設置法案6条）。所掌事務は、調査及び研究を定めたことを除き、人権擁護法案と違いはない。
人権委員会の委員長及び委員の服務等については、職務上知ることができた秘密を漏らしてはならず、その職を退いた後も同様としたこと、在任中、政党その他の政治的団体の役員となり、又は積極的に政治運動をしてはならないこと、無許可で報酬を得て他の職務に従事し、又は営利事業を営み、その他金銭上の利益を目的とする業務を行ってはならないことなど（設置法案13条）、人権擁護法案と同様である。また、会議の方法、事務局の設置、法務局・地方法務局への事務委任、公聴会の開催、職務遂行の結果の公表、国会に対する報告、内閣総理大臣等又は国会に対する意見の提出など（設置法案14条ないし19条）、すべて人権擁護法案と同様である。ただ、人権擁護法案で定められた、人権委員会の地方事務所の規定（擁護法案16条）については、人権委員会案では定められていない。

### 人権救済手続
人権委員会は、人権相談に応ずるものとした（設置法案20条1項）。この点は人権擁護法案と同様である。人権擁護法案との違いは、相談を受けた場合において、「当該相談に係る事件の実情に即した解決を図るのにふさわしい他の手続を行う機関があると認めるときは、当該相談をした者に対し、当該手続に関する情報を提供するものとする。」と具体的に定めた点にある（設置法案20条2項）。
人権委員会設置法案・人権擁護法案とも、「何人も、人権侵害行為による被害を受け、又は受けるおそれがあるときは、人権委員会に対し、その旨を申し出て、当該被害の救済又は予防を図るため適当な措置を講ずべきことを求めることができる。」として、救済手続の開始を定め（設置法案21条1項）、人権委員会の職権による救済手続の開始を定めた（設置法案20条4項）。両法案の違いは、人権擁護法案では、人権委員会が救済申出を受けた場合の調査義務・措置義務を定め、例外として「当該事件がその性質上これを行うのに適当でないと認めるとき」、「当該申出が行為の日から一年を経過した事件に係るものであるとき」を挙げたのに対して、人権委員会設置法案では「人権委員会は、第一項の規定による申出があった場合において、相当と認めるときは、次節に定めるところにより、遅滞なく必要な調査をし、適当な措置を講ずるものとする。」として、まず人権委員会による相当性の判断権限を定めた（設置法案20条3項）。また、人権委員会設置法案には、「前項の規定による申出をする者は、他の者の権利利益を害することのないように留意しなければならず、かつ、その本来の目的を逸脱して他の目的のためにこれを濫用してはならない。」として、申出者の手続濫用避止義務を定めた（設置法案20条2項）。
人権委員会設置法案では、人権委員会は人権侵害行為の申出者に対し、必要な助言、関係行政機関又は関係のある公私の団体への紹介その他の援助をすること、関係者と申出者等との間の関係を調整することのほか（設置法案24条1項）、人権侵害行為が認められた場合には、人権侵害行為をした者に対し、その行為についての反省を促すため、事理を説示すること、その行為をやめるべきこと又はその行為若しくはこれと同様の行為を将来行わないことその他被害の救済又は予防に必要な措置をとるべきことについて勧告をすること、関係行政機関に対し、人権侵害行為の事実を通告すること、犯罪に該当すると思料される人権侵害行為の事実について告発をすること、当該人権侵害行為をした者以外の者であって、人権侵害行為による被害の救済又は予防について、法令、契約その他の事由により実効的な措置をとることができる者に対し、必要な措置をとることを要請することなどの措置を講じることが出来ると定めた（設置法案24条2項）。また、公務員がその職務を行うについて人権侵害行為を行ったと認める場合に限って、その所属する機関に対して、その行為をやめさせるべきこと又はその行為若しくはこれと同様の行為を将来行わせないことその他被害の救済又は予防に必要な措置をとるべきことについて勧告をすること、勧告を受けた機関等が、正当な理由がなく当該勧告に係る措置をとらなかったときは、その旨を公表すること、資料の閲覧及び謄抄本の交付などを定めた（設置法案25条ないし27条）。これらの措置は、人権擁護法案に定める一般救済手続と同様である。ただし、人権擁護法案では幅広く認められた「勧告の公表」が、人権委員会設置法案では、公務員の人権侵害行為があった場合に勧告を受けた機関等が、正当な理由がなく当該勧告に係る措置をとらなかったときに限られた。
人権委員会は、人権侵害行為に係る事件について、当事者から申し出がある場合には、調停委員会・仲裁委員会を設ける。調停委員会・仲裁委員会には、人権委員会が任命する人権調整委員の中から事件ごとに調停委員・仲裁委員を指名し、調停・仲裁を行わせる。この点は、人権擁護法案と同様である。
人権擁護法案と人権委員会設置法案の最も大きな違いは、人権擁護法案に定めた特別調査の規定が、人権委員会設置法案には定められなかった点である。特別調査は、人権委員会が、事件の関係者に出頭を求め、質問することや、人権侵害等に関係のある文書その他の物件の所持人に対し、その提出を求めること、人権侵害等が現に行われ、又は行われた疑いがあると認める場所に立ち入り、文書その他の物件を検査し、又は関係者に質問することなどの権限を定め、正当な理由なく、これらの調査を拒んだ者に対して、30万円以下の過料に処すことで、実効性を高めた調査である。人権委員会設置法案では、任意の調査手続のみを定めている。

### 補則
補則には、人権相互の関係に対する配慮（設置法案44条）、関係行政機関との連携（設置法案45条）、不利益取扱いの禁止（設置法案46条）、人権委員会の規則制定権（設置法案47条）などを定めた。人権擁護法案では、連携すべき機関について「関係のある公私の団体」を挙げ、人権委員会が当事者または参加人となる訴訟について国の利害に関係のある訴訟についての法務大臣の権限等に関する法律6条に定める法務大臣の指揮の適用除外とすることなどを定めたが、人権委員会設置法案ではいずれも定められていない。

### 罰則
罰則には、人権委員会の委員長及び委員（かつて委員長または委員であった者を含む）が、職務上知ることができた秘密を漏らした場合に、1年以下の懲役または50万円以下の罰金に処することのみを定めた（設置法案48条）。
人権擁護法案にあった、特別調査における人権委員会による出頭要請の拒否、文書等提出の拒否、立入検査の拒否などに対して、30万円以下の過料に処す旨の規定は、人権委員会設置法案には定められていない。人権委員会設置法案には、これらの特別調査の定めがないためである。

### 人権擁護委員法の一部改正
人権委員会設置法案とは別に、現行の人権擁護委員法の一部改正法案の内容も同時に閣議決定されている。
現行法との違いは、人権擁護委員に関わる事務を法務大臣・法務省が取り扱うとしていたことから人権委員会が取り扱うとしたこと、人権擁護委員への委嘱を法務大臣から人権委員会としたこと、人権擁護委員の推薦適格者を具体的に列挙していた点を「人権擁護について理解のある者」としたこと、市町村長の推薦によらず人権委員会が人権擁護委員を委嘱する特例委嘱制度を創設したこと、人権擁護委員を非常勤の国家公務員（給与は不支給）として国家公務員法が適用されるとしたこと、人権擁護委員協議会等に事務局を設置するとしたことなどである。
改正人権擁護委員法案では、人権擁護委員を非常勤の国家公務員とし（改正法案7条3項）、国家公務員法が適用される（現行法5条の削除）としたため、現行の人権擁護委員法にある欠格条項（現行法7条）は削除されている。国家公務員法38条には、削除されたものとほぼ同内容の欠格条項があり、これが改正案の人権擁護委員には適用される。
人権擁護法案との違いは、従来通り「当該市町村の議会の議員の選挙権を有する住民」のうちから市町村長が推薦するとしたため、人権擁護委員は日本国籍を有する者のみに委嘱される点である（改正法案5条3項、同条6項・3項）。

## 法案に対する批判、反対意見
法案に対する反対意見には、法案の内容が人権擁護のために不十分であるという観点からの意見と、法案に定める制度の実施により他者の人権を不当に侵害するおそれがある、人権擁護法案には危険性があるという観点からの意見がある。さらに、法案の危険性を指摘する意見には、報道機関に対する過度の干渉を危惧する意見と、その他の影響を危惧する意見に大別される。

### 人権擁護法案に対する批判
2002年（平成14年）3月、日本弁護士連合会は、小泉内閣が提出した人権擁護法案について、以下の諸点を指摘して、「仕組みを改めた上、出直すべきである」とする意見を表明した。
- 人権委員会は独立行政委員会とされるものの、法務省の外局とされ、法務大臣が所轄するうえ、必要十分な数の専任職員を置かず、その事務を地方法務局長に委任する点において、致命的な欠陥を有する。また、法案の内容は、1998年（平成10年）11月に日本政府が国際人権（自由権）規約委員会から受けた「警察や入管職員による虐待を調査し、救済のため活動できる法務省などから独立した機関を遅滞なく設置する」という勧告に、明白に違反している。
- 労働分野での女性差別や退職強要・いじめ等の人権侵害については、厚生労働省の紛争解決機関に委ねてしまい、特別人権侵害調査などの権限は厚生労働大臣（船員は国土交通大臣）にあるものとされ、この分野における救済機関の独立性は全く考慮されていない。
- 独立性の保障されていない人権委員会が、メディアに対し調査を行い、取材行為の停止等を勧告する権限を有することは、民主主義社会において不可欠である市民の知る権利を侵害するおそれが強く、極めて問題である。

また、2002年（平成14年）3月、日本ペンクラブは、人権擁護法案及び個人情報保護法案について、「個人の表現行為やメディアの取材・報道活動を規制し行政の監督下に置こうとする提案であり、憲法21条に保障された言論表現の自由及び国民の知る権利をそこなうおそれが強い」とし、同年5月には「いったん廃案としたうえで、議論を新たにやり直すこと」を求めた。
衆院議員の城内実は、月刊BAN（番）誌上の対談「人権擁護法案の危険性」にて以下のような問題点を指摘している。
- 人権委員会が、裁判所の令状もなしに立入検査や物件提出要求を行う事ができ、警察を上回る権力を持つ。
- 人権侵害の定義が曖昧で恣意的な運用が可能である。
- 人権擁護委員の選定基準に国籍条項が無く、日本国籍を持たない在日韓国人・朝鮮人を人権擁護委員に選任することが可能である。
- 人権擁護委員が弁護士会やバウネットジャパン、朝鮮総連など党派イデオロギーをもった団体によって構成されるおそれがある。

また産経新聞は、小泉内閣が提出した人権擁護法案を念頭に、以下の批判を展開した。法務省外局に作られる人権委員会は独立性が高くコントロールできる大臣がいない。偏った人物が委員長に選ばれれば、全ての市町村に配置される委員会直属の人権擁護委員が「どこかに差別はないか」とウの目タカの目で見回る監視社会になりかねない。特に問題なのは、委員会が「深刻な人権侵害」と認定すれば、勧告のみならず警察や検察ばりに出頭要請や立ち入り検査もできるようになることであり、何よりも救済対象となる「不当な差別、虐待」の定義が曖昧である等々。

### 人権委員会設置法案に対する批判
2012年（平成24年）に閣議決定された人権委員会設置法案等の内容に対しては、下記のような問題点の指摘が行われている。
従来の人権擁護委員にはない強い権限を付与する同法案には「人権侵害の定義が曖昧で、拡大解釈をされて言論統制につながりかねない」との批判が保守層を中心に根強く、他国で差別表現に対する糾弾を通じて、表現の委縮や言葉狩りが広がった経緯から、法律で規制をかけることへの懸念は学者、文化人からも出されている。
また、衆議院議員の安倍晋三は同法案について、「大切な言論の自由の弾圧につながる」と懸念を表明した。2012年（平成24年）12月に行われた衆議院議員選挙において、安倍が総裁となった自民党の公約集では、民主党の人権委員会設置法案に反対した上で「個別法によるきめ細かな人権救済を推進」するとしている。